# Fellerbach (Klotten)
Der Fellerbach ist ein linker Zufluss der Mosel zwischen den Orten Klotten und Kail im Landkreis Cochem-Zell in Rheinland-Pfalz.
Er hat eine Länge von 2,5 km, ein Wassereinzugsgebiet von 3,3 km² und die Gewässerkennziffer 26934.
Er entspringt auf der Gemarkungsgrenze zwischen Klotten und Kail und mündet nach der Unterquerung der Bundesstraße 49 auf der Gemarkung von Klotten in die Mosel.